# Zeus di Ugento

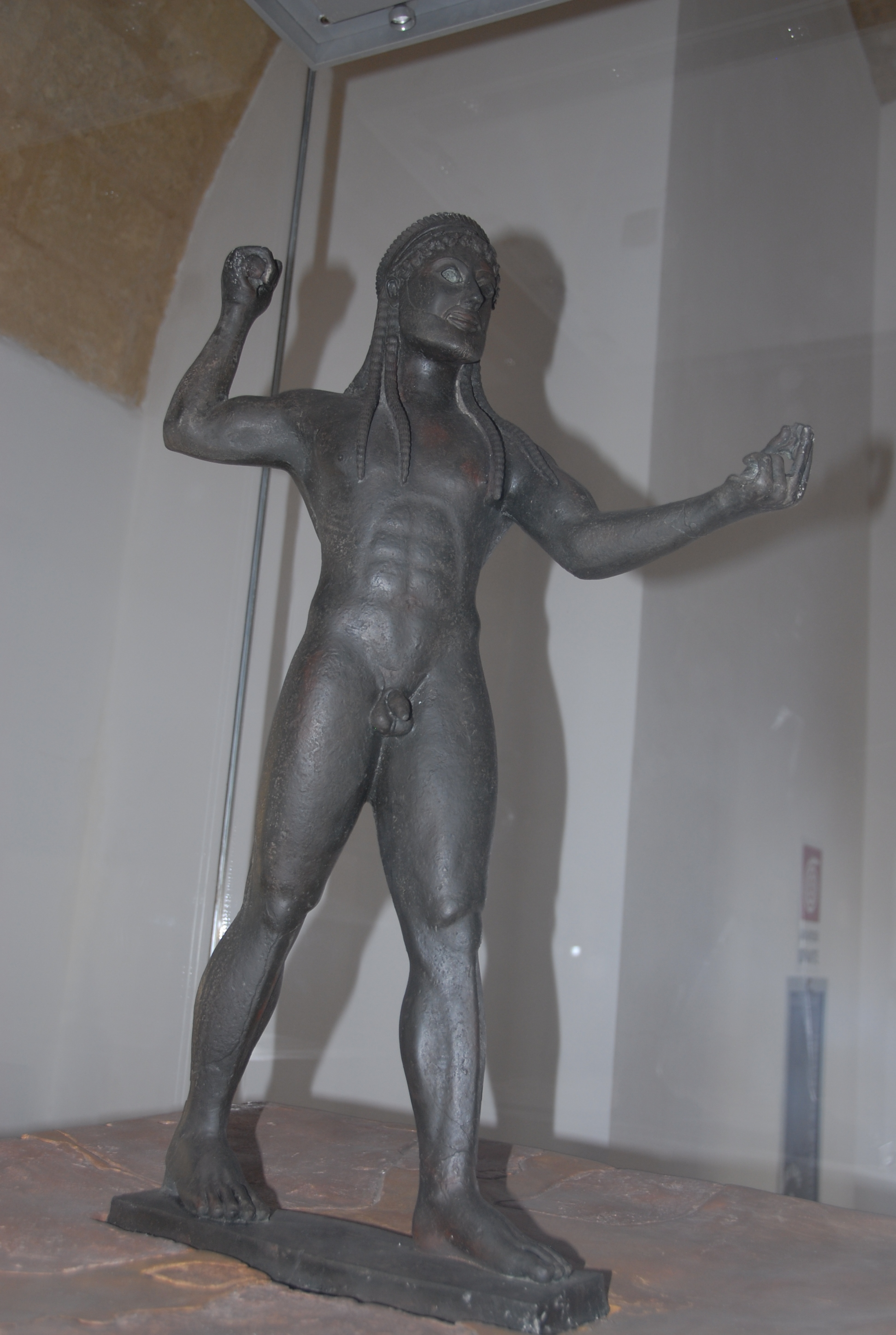
Copia dello Zeus di Ugento esposta nel Museo Archeologico della città.

Lo Zeus di Ugento è una statua bronzea di fattura magnogreca (databile al 530 a.C.) rinvenuta a Ugento nel 1961. Attualmente essa è conservata nel Museo archeologico nazionale di Taranto e rappresenta uno dei pezzi più importanti della collezione.

## Storia
La statua, alta 74 cm, era in origine eretta al di sopra di una colonna in un’area sacra a cielo aperto, priva di edifici monumentali come tipico dei santuari messapici. Del supporto si conserva  il capitello di ordine dorico in pietra leccese, di lato pari all’altezza della statua e decorato sull’abaco da un fregio di rosette che richiamano quelle della corona di Zeus. Il capitello, rovesciato, venne riutilizzato per sigillare la cavità nella quale la statua era stata ritualmente deposta, forse per preservarla da un pericolo non meglio identificabile.
Lo Zeus di Ugento fu ritrovato nella città salentina nel 1961, durante i lavori di ampliamento di una casa privata, mentre alcuni operai scavavano a mani nude nel terreno per costruire un terrapieno su cui innestare una veranda. La statua si presentava priva di una gamba e della mano destra; inoltre emanava un odore fetido poiché si trovava in prossimità di una fossa biologica, della quale per secoli aveva assorbito i miasmi.
I lavoranti non si resero conto dell'importanza del reperto e lo diedero al progettista della veranda, che lo tenne per sé. Venuta a sapere del ritrovamento, Sofia Nicolazzo, impiegata presso la Soprintendenza Archeologica e presidentessa della Pro Loco di Ugento, chiese di vedere la statua e ne riconobbe subito il valore, identificando inizialmente il dio come Poseidone . La dottoressa ordinò ulteriori scavi nella zona in cui la statua era stata ritrovata e riportò alla luce i pezzi mancanti, i quali permisero la corretta identificazione; la statua fu blandamente riparata, e rimase nella sua abitazione fino al 1962, quando il reperto fu inviato a Roma per essere restaurato e studiato.
Nel corso di questa analisi la realizzazione della statua venne ipoteticamente attribuita a un bronzista tarantino, al quale sarebbe stata commissionata da un santuario messapico dedicato a Zis Batàs, cosa che testimonierebbe gli intensi contatti che, al di là dei momenti di scontro, legarono gli abitanti della colonia spartana alle popolazioni indigene del Salento. Lo Zeus di Ugento fu dunque trasferito alla città di Taranto nel 1969, e da allora fa parte della collezione del Museo Archeologico di Taranto; nel 2016, con l'apertura del nuovo plesso del Museo, lo Zeus di Ugento trova finalmente degna sistemazione nel percorso espositivo, dopo molti decenni d'oblio. Una copia in materiale plastico è inoltre visibile nel Museo Archeologico di Ugento.

## Descrizione e stile
La statua misura 74 cm e poggia su un capitello dorico delle stesse dimensioni; rappresenta Zeus colto nell'attimo in cui sta per scagliare un fulmine con la mano destra. Il dio viene raffigurato completamente nudo ed è riconoscibile dai pochi resti di alcuni attributi iconografici tipici del padre degli dèi: nella mano destra infatti permangono tracce di un fulmine, mentre nella mano sinistra ci sono le zampe di un'aquila, andata persa.
Zeus porta una corta barba e la sua acconciatura, così come il copricapo di alloro di cui è adornato, sono elementi tipici di altre statue di epoca magnogreca realizzate a Taras (Taranto) in età messapica, tutte rifacentesi all'iconografia dello Zis Batàs, ossia lo Zeus Saettante della cultura messapica; il reperto tuttavia è decisamente importante perché allo stato attuale è l'unico esempio di statua bronzea realizzata con la tecnica della cera persa in area pugliese.